# Maame Biney
Maame Biney, född 28 januari 2000, är en amerikansk skridskoåkare som tävlar i short track.
Biney tävlade för USA vid olympiska vinterspelen 2018 i Pyeongchang, där hon blev utslagen i kvartsfinalen på 500 meter i short track.